# Eleonora Gonzaga

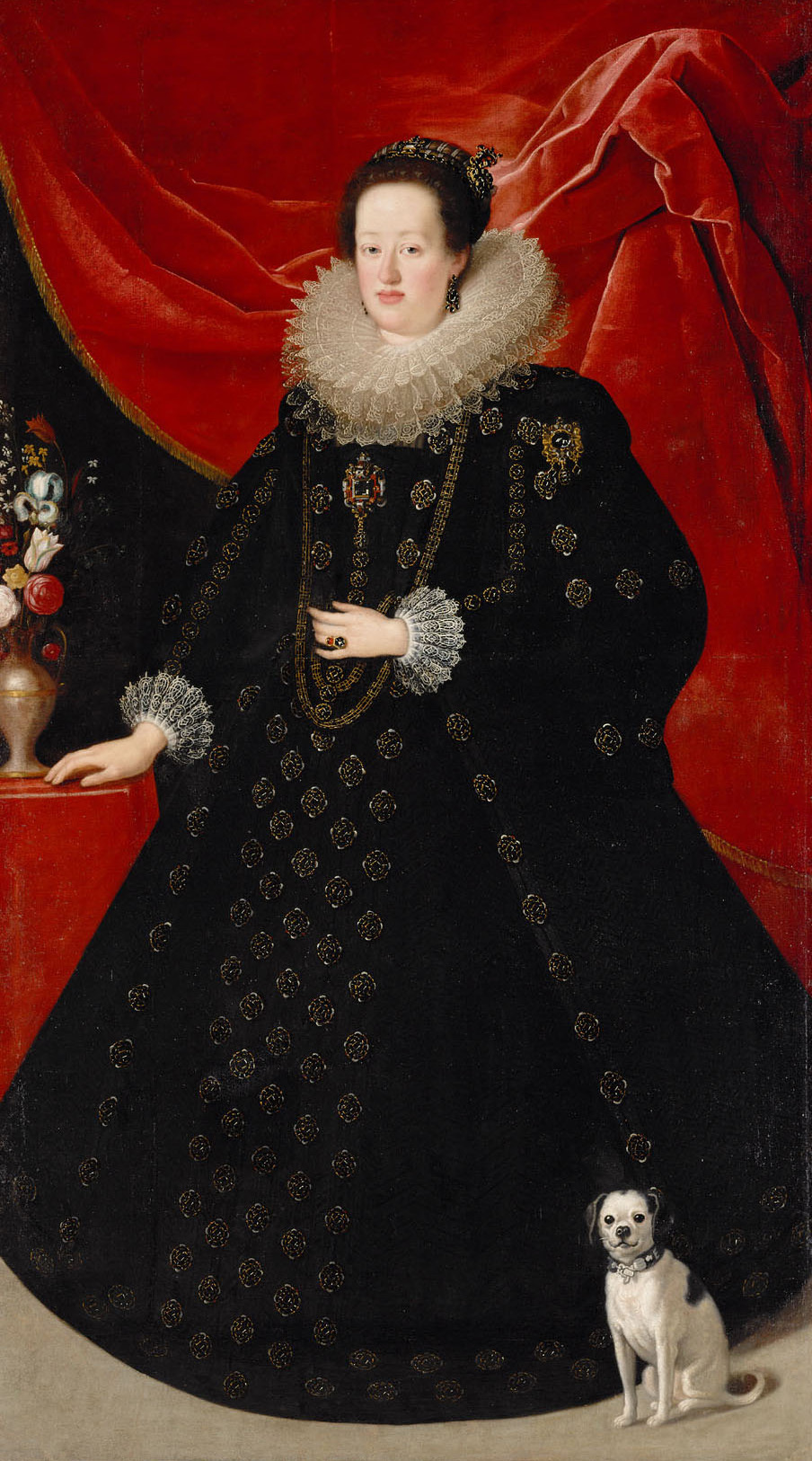
Eleonora Gonzaga

Prinzessin Eleonora Gonzaga (* 23. September 1598 in Mantua; † 27. Juni 1655 in Wien) war die jüngste Tochter von Vincenzo I. Gonzaga, Herzog von Mantua und Montferrat und Eleonore de’ Medici, Prinzessin der Toskana.

## Biografie
Ihre Kindheit verbrachte Eleonora am Hof in Mantua. Sie heiratete am 2. Februar 1622 in Innsbruck den Kaiser Ferdinand II., dessen erste Gattin Maria Anna von Bayern 1616 verstorben war. Doch die Familie Gonzaga profitierte nicht wie erhofft durch ihre Verbindung mit dem Kaiser. Denn diese Ehe wurde von einigen seiner Berater nicht gern gesehen. Dies berichtete der Gesandte der Gonzagas kurz nach der Hochzeit. Kaiserliche Armeen eroberten und verwüsteten 1630 im Rahmen des Mantuanischen Erbfolgekriegs sogar die Residenz Mantua, als sie einen habsburgfreundlichen Thronprätendenten als Nachfolger von Eleonoras 1627 verstorbenem Bruder Vincenzo II. Gonzaga durchsetzen wollten.
Eleonora wurde vom päpstlichen Nuntius Carafa als sehr schön und fromm beschrieben. So gründete Eleonora Karmeliter-Konvente in Graz und Wien. Sie ließ auch die Herzgruft in der Augustinerkirche in Wien erbauen. Ihre Ehe mit dem Kaiser blieb kinderlos, jedoch war Eleonora die Stiefmutter von Ferdinands vier überlebenden Kindern aus seiner vorherigen Ehe.
Ihre letzte Ruhestätte fand Eleonora zuerst im Karmeliterinnenkloster in Wien, bis sie 1782 in die Herzogsgruft unter dem Stephansdom überführt wurde. Frans Pourbus der Jüngere malte die Prinzessin von Mantua als Kind (s. dort).

## Galerie

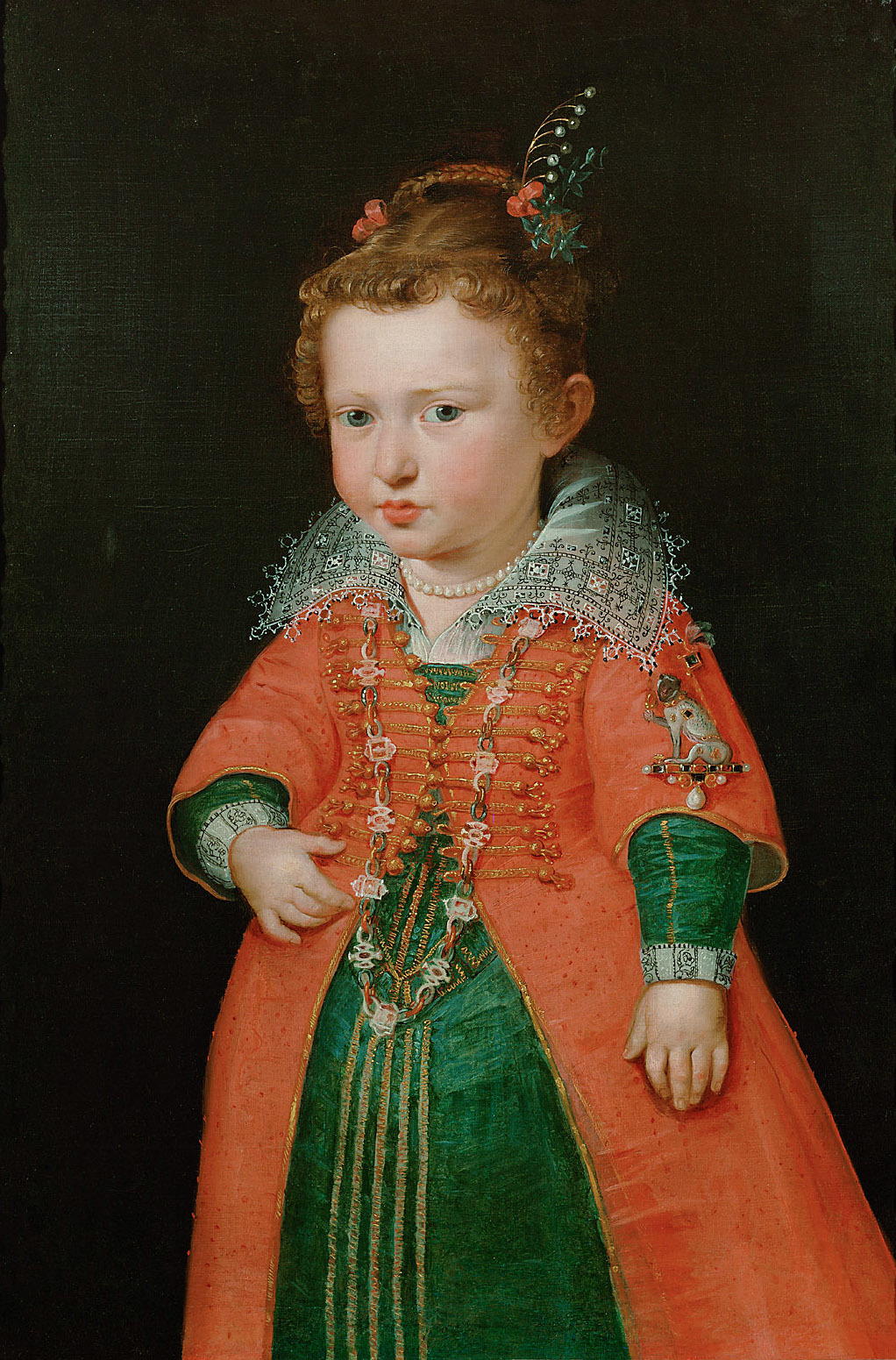
Als zweijähriges Kind (Porträt möglicherweise eine Arbeit von Peter Paul Rubens)
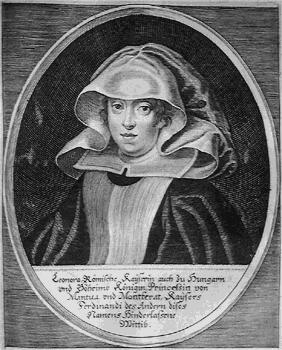
Als Witwe
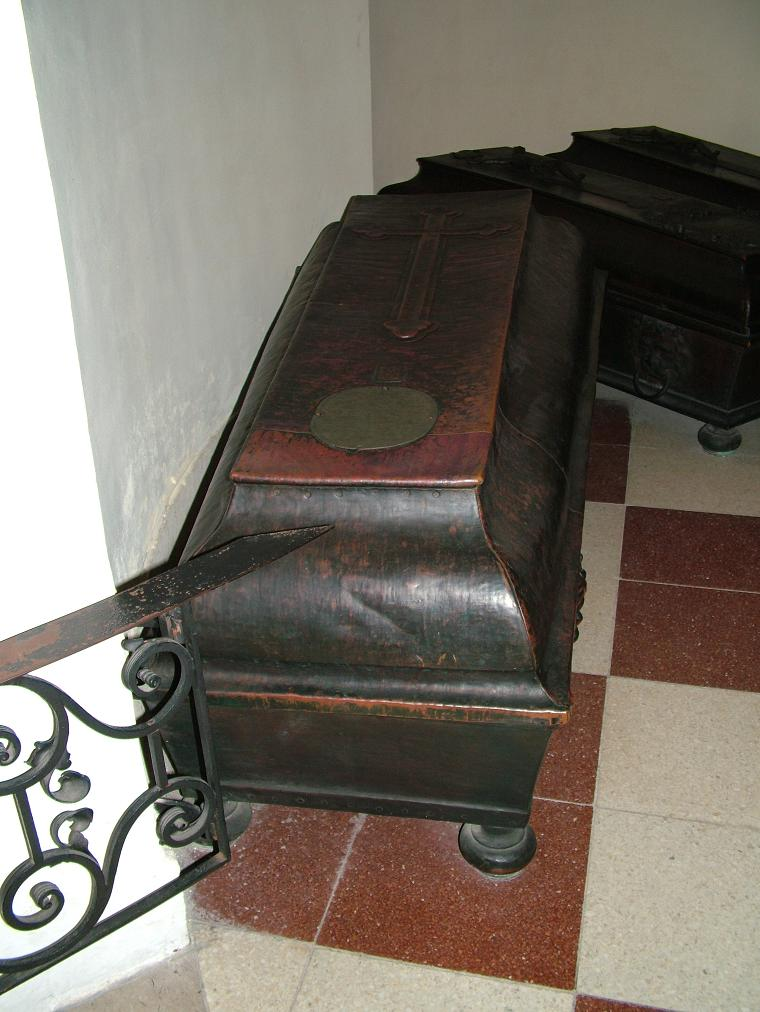
Sarg im Wiener Stephansdom